# Gianmarco Garofoli
Gianmarco Garofoli (født 6. oktober 2002 i Ancona) er en cykelrytter fra Italien, der er på kontrakt hos Soudal Quick-Step.